# 16A busz (Székesfehérvár)
A székesfehérvári helyi 16A jelzésű autóbusz a Szedreskerti-lakónegyed és a Kórház, Rendelőintézet között közlekedett munkanapokon. A járatot az Alba Volán, illetve a KNYKK üzemeltette.

## Története
Az 1976-ban létrehozott 16-os vonal betétjárataként a '90-es évektől, a megépült Új Kórházhoz betérő autóbuszjárat közlekedésére nyílt igény. A rendszerváltás után megszülető Alba Ipari Zóna is szükségessé tett járatkiszolgálást, így jöttek létre a 16A és 16Y vonalak.
A 16A autóbuszvonalat első ízben 2012. március 15-én szüntették meg a 19-es, a 29-es és a 39-es vonalakkal egyetemben. 2013-ban rendeződött a város kapcsolata az Alba Volánnal, 2014. október 1-jétől a 16A buszokat ritkább járatsűrűséggel, de újraindították. 2017. április 28-án megszűnt, május 2-ától a jóval hosszabb útvonalon közlekedő, újraindított 30-as busz jár helyette.

## Útvonala
| Kórház, Rendelőintézet felé | Szedreskerti lakónegyed felé |
| --- | --- |
| Szedreskerti lakónegyed vá. – Liget sor – Mészöly Géza utca – Szabadságharcos út – Mátyás király körút – Várkörút – Rákóczi utca – Széna tér – Király sor – Seregélyesi út – Hunyadi utca – Kórház, Rendelőintézet vá. | Kórház, Rendelőintézet vá. – Hunyadi utca – Seregélyesi út – Király sor – Széna tér – Rákóczi utca – Várkörút – Mátyás király körút – Szabadságharcos út – Mészöly Géza utca – Liget sor – Szedreskerti lakónegyed vá. |

## Megállóhelyei
| 0  | Szedreskerti lakónegyed végállomás | 17 | 10, 11, 12, 13, 14, 16                 |
| 1  | Liget sor                          | 16 | 10, 11, 12, 13, 14, 16                 |
| 3  | Uszoda                             | 14 | 10, 11, 13, 14, 16, 17                 |
| 4  | Ybl Miklós lakótelep               | 13 | 16, 17, 26, 26A, 26G, 27, 38           |
| 6  | Múzeum                             | 11 | 16, 17, 33, 34                         |
| 8  | Fehérvár Áruház                    | 9  | 16, 17, 23, 24, 25, 31, 32, 33, 34, 35 |
| 10 | Széna tér                          | 7  | 16, 17, 24, 25, 31, 32, 33, 34, 35     |
| 11 | Huba köz                           | 6  | 16, 17, 24, 25, 31, 35                 |
| 12 | Király sor, Géza utca              | 5  | 16, 17, 24, 25, 31, 35                 |
| 14 | Mentőállomás                       | 3  | 14, 14G, 16, 42, 43, 44                |
| 17 | Kórház, Rendelőintézet végállomás  | 0  | 43, 44                                 |